# Dimetil-higany
A dimetil-higany (CH3−Hg−CH3) szerves higanyvegyület. Színtelen folyadék, az egyik ismert legerősebb idegméreg. Kissé édes illatúként jellemzik, de szagának megérzéséhez olyan mennyiségű gőzt kellene belélegezni, hogy az rendkívül veszélyes lenne.

## Előállítása, szerkezete, reakciói
Egyike a legelsőként felismert higanyorganikus komplexnek, ami jelentős stabilitását jelzi. Nátriumamalgám és metil-halogenidek reakciójában keletkezek:
Hg  +  2 Na  +  2 CH3I   →   (CH3)2Hg  +  2 NaI
Előállítható higany(II)-klorid metil-lítiummal történő alkilezésével is.
HgCl2  +  2 LiCH3   →   (CH3)2Hg  +  2 LiCl
Molekulájának alakja lineáris, benne a Hg−C kötés hossza 208,3 pm.

### Reakciói
Legfeltűnőbb sajátossága a vízzel szembeni stabilitása: a hasonló kadmium- és cinkorganikus vegyületek gyorsan hidrolizálnak. A különbség mutatja a Hg(II) oxigén ligandumokkal szembeni kis affinitását. Higany(II)-kloriddal reagálva vegyes klór-metil vegyületet alkot:
(CH3)2Hg  +  HgCl2  →   2 CH3HgCl
A dimetil-higannyal ellentétben – mely illékony folyadék – a CH3HgCl kristályos anyag.

## Felhasználása
A dimetil-higanynak – veszélyei miatt – szinte semmilyen alkalmazása nem ismert. A toxikológiában toxinreferensként alkalmazzák. A higany kimutatásához NMR-készülékek kalibrálására is használják, de előnyben részesítik a kevésbé mérgező higany-sókat.

## Veszélyei
A dimetil-higany rendkívül veszélyes anyag. Már 0,1 ml mennyiségben felszívódva is halálos lehet. A veszélyt tovább fokozza a folyadék nagy gőznyomása.
A dimetil-higany gyorsan (másodpercek alatt) átjut a latexen, PVC-n, butilgumin és neoprénen, és a bőrön keresztül felszívódik. Emiatt a laboratóriumokban általában használt kesztyűk nem nyújtanak megfelelő védelmet. A dimetil-higannyal csak rendkívül ellenálló laminált, és az alá vett neoprén vagy más erős igénybevételre alkalmas anyagból készült kesztyűt viselve lehet dolgozni. Ezen kívül hosszított védőálarc és elszívófülke használata is szükséges.
A dimetil-higany könnyen átjut a vér-agy gáton, valószínűleg a ciszteinnel való komplexképződése révén. A szervezetből csak lassan ürül ki, tehát bioakkumulációra hajlamos. A higanymérgezés tünetei hónapokig lappanghatnak, így mire észlelhetővé válnak, előfordulhat, hogy már nem lehet hatásosan kezelni.
A dimetil-higany toxicitását kiemelte a Dartmouth College szervetlen kémikusának, Karen Wetterhahnnak 1997-ben bekövetkezett halála, mely hónapokkal azután történt, hogy a vegyület egy cseppje rákerült latexkesztyűs kezére.

## Fordítás
Ez a szócikk részben vagy egészben a Dimethylmercury című angol Wikipédia-szócikk ezen változatának fordításán alapul.  Az eredeti cikk szerkesztőit annak laptörténete sorolja fel. Ez a jelzés csupán a megfogalmazás eredetét és a szerzői jogokat jelzi, nem szolgál a cikkben szereplő információk forrásmegjelöléseként.